# Bahnhof Kanaya
Der Bahnhof Kanaya (jap. 金谷駅, Kanaya-eki) ist ein Bahnhof auf der japanischen Insel Honshū, betrieben von den Bahngesellschaften JR Central und Ōigawa Tetsudō. Er befindet sich in der Präfektur Shizuoka auf dem Gebiet der Stadt Shimada.

## Beschreibung

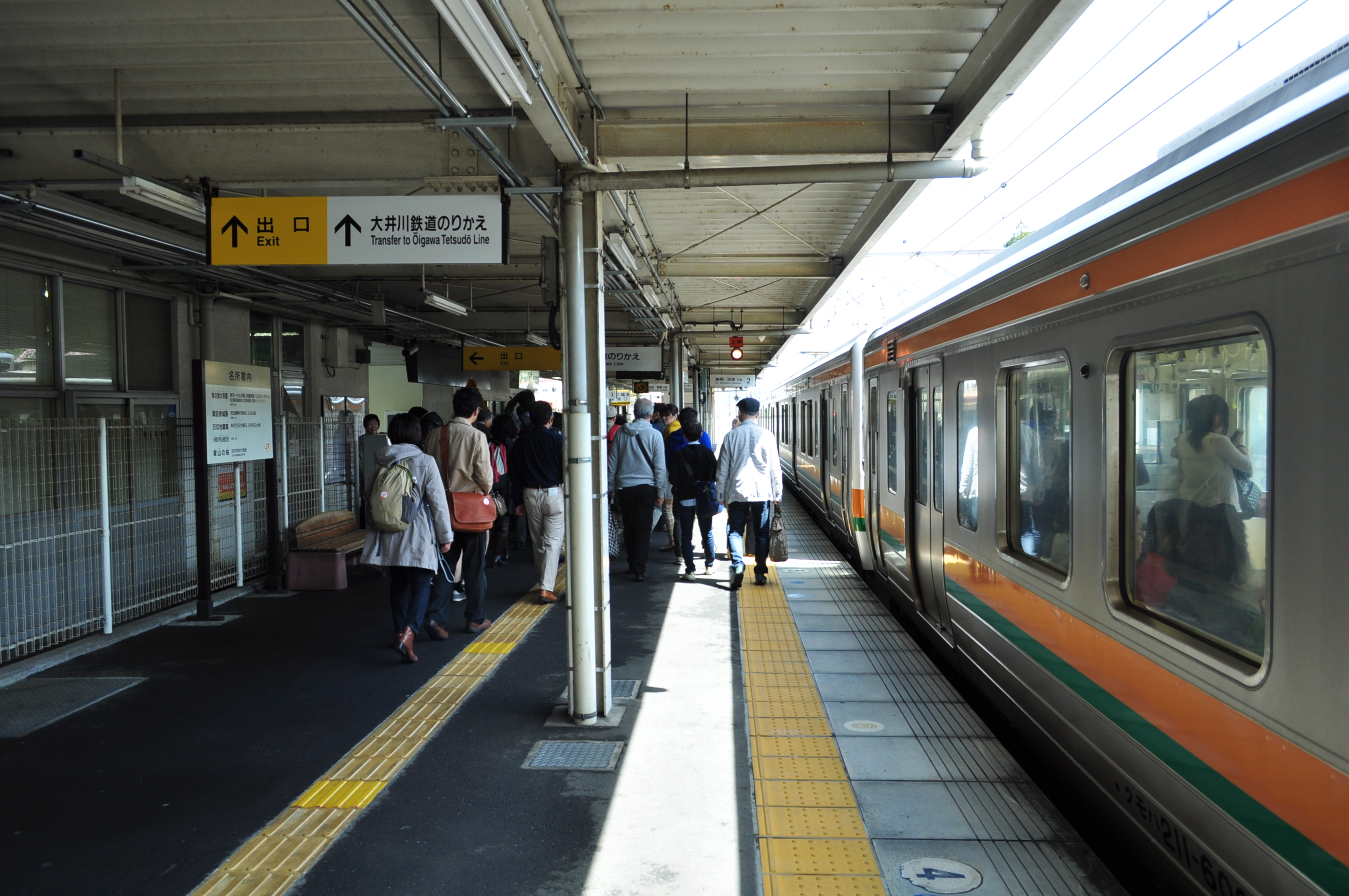
Bahnsteig

Kanaya ist ein Trennungsbahnhof an der von JR Central betriebenen Tōkaidō-Hauptlinie, einer der bedeutendsten Bahnstrecken Japans. Von dieser zweigt die Ōigawa-Hauptlinie ab, die von der Ōigawa Tetsudō betrieben wird. Auf der Tōkaidō-Hauptlinie verkehren Regionalzüge, abhängig von Streckenabschnitt und Tageszeit, zwei- bis fünfmal pro Stunde zwischen Atami und Toyohashi. Auf der Ōigawa-Hauptlinie fahren Regionalzüge neunmal täglich nach Senzu, wo Anschluss an die Ikawa-Linie besteht. Zusätzlich gibt es Zubringerzüge zur benachbarten Station Shin-Kanaya; dort kann auf die zahlreichen Sonderzüge mit historischen Fahrzeugen umgestiegen werden.
Der Bahnhof steht im Stadtteil Kanayashinmachi, zwischen der Brücke über den Ōi und dem Nordportal des Makinohara-Tunnels. Die Anlage ist von Nordosten nach Südwesten ausgerichtet und besitzt fünf Gleise, von denen drei dem Personenverkehr dienen. An der Tōkaidō-Hauptlinie halten die Züge an zwei teilweise überdachten Seitenbahnsteigen mit Ausziehgleisen, während durchfahrende Züge die beiden Gleise dazwischen nutzen. Vom östlichen Seitenbahnsteig führt ein Personentunnel zum Empfangsgebäude auf der Westseite der Anlage. Dort befindet sich auch ein Zungenbahnsteig für die Züge der Ōigawa-Hauptlinie. Die Ōigawa Tetsudō besitzt ein eigenes kleines Empfangsgebäude mit Laden. Der Vorplatz ist die Endstation von vier Buslinien, die vom Unternehmen Shizutetsu Justline und dem Stadtbus Shimada betrieben werden.
Im Jahr 2016 zählte der Bahnhof täglich durchschnittlich 2296 Fahrgäste.

## Geschichte

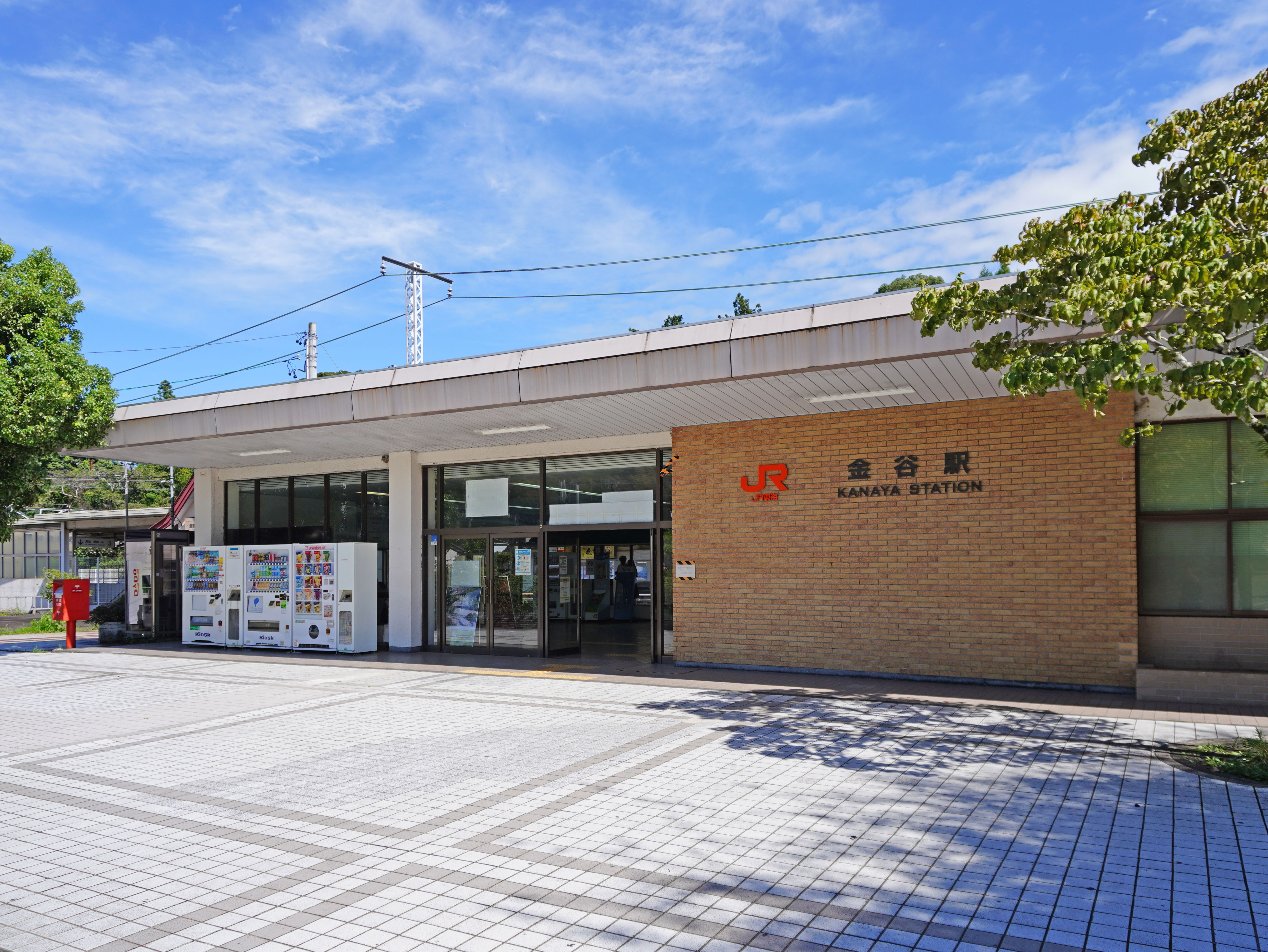
JR-Bahnhofsgebäude

Die staatliche Eisenbahnverwaltung hatte den Abschnitt Shizuoka–Hamamatsu der Tōkaidō-Hauptlinie am 16. April 1889 eröffnet, doch fuhren hier die Züge zunächst ohne Halt durch. Schließlich erfolgte die Eröffnung des Bahnhofs Kanaya dreizehn Monate später am 16. Mai 1890. Ab 1925 entstand die Ōigawa-Hauptlinie, die vor allem den Transport von Arbeitern und Material zu den Baustellen mehrerer geplanter Talsperren und Wasserkraftwerke erleichtern sollte. Ihr erster Abschnitt von Kanaya nach Yokooka ging am 10. Juni 1927 in Betrieb. Aus Kostengründen stellte die Japanische Staatsbahn am 1. Oktober 1971 den Güterumschlag ein, am 14. März 1985 auch die Gepäckaufgabe. Im Rahmen der Staatsbahnprivatisierung ging der staatliche Teil des Bahnhofs am 1. April 1987 in den Besitz der neuen Gesellschaft JR Central über.